# Église Saint-Melaine de Domalain
L'église Saint-Melaine est une église catholique située à Domalain, dans le département d'Ille-et-Vilaine, en France. Elle a été inscrite au titre des monuments historiques par arrêté du 14 octobre 1926. 

## Localisation
L'église est située en France, en région Bretagne et dans le département d'Ille-et-Vilaine, à huit kilomètres environ au nord de La Guerche-de-Bretagne, à seize kilomètres au sud de Vitré, sur la commune de Domalain. L'édifice, cadastré section AB, numéro 175, se dresse au centre du bourg, sur un terrain de forme approximativement rectangulaire et présentant une forte déclivité du sud vers le nord que rattrapent par quelques degrés dans l'angle nord-ouest. La parcelle, correspondant à l'antique cimetière dont une croix rappelle toujours l'usage au septentrion, est bordée au nord par la rue Jean-Marie Lamennais, à l'est par la rue du Général Leclerc, au sud par la rue du Docteur Ricoux, et joint des propriétés privées seulement au couchant. L'édifice s'inscrit dans un environnement à dominante minérale, entre l'asphalte de la voie d'accès à la façade occidentale pour les convois, ou bien encore d'un parking, au sud, où trône le monument aux morts, et l'étroitesse des rues jouxtant le chevet et la sacristie, bordées de proches maisons aux murs de granite, grès et schiste, et aux toits d'ardoises. Les entrées de l'impasse des hortensias et de la rue Saint-Melaine, le débouché de la départementale 48, ménagent cependant des points de vue d'ensemble sur l'église dont les façades nord, et surtout sud, constituent les parties architecturales les plus intéressantes. 

## Historique

### L'église
Le monument est inscrit au titre des monuments historiques par arrêté du 14 octobre 1926.